# Men's Association Opposed to Woman Suffrage
Men's Association Opposed to Woman Suffrage, var en amerikansk organisation, aktiv under 1910-talet.
Föreningen bildades och finansierades av förmögna och inflytelserika män som motsatte sig införandet av rösträtt för kvinnor. De motiverade sin åsikt på uppfattningen om olikheter mellan könen, men utgick också från klass, eftersom de även förespråkade att rösträtten för män begränsade sig till män ur överklassen. 
Föreningen bestod formellt av en nationell organisation med lokala delstatsföreningar. I praktiken var föreningen en löst organiserad lobbygrupp av tillfällig natur. 
En lokalförening bildades typiskt när en delstat behandlade en folkomröstning om införandet av kvinnlig rösträtt på delstatsnivå: den varande under processen för denna specifika kampanj, vilken ofta varade ungefär ett år, och upplöstes igen när kampanjen var över. 
Delstatsföreningar med namnet Men's Association Opposed to Woman Suffrage bildades och upplöstes i flera amerikanska delstater under hela 1910-talet. 